# Constantino Maleíno

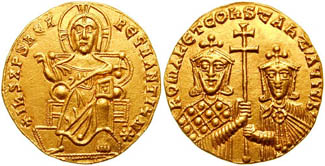
Soldo de r. e r.

Constantino Maleíno (em grego: Κωνσταντίνος Μαλεΐνος) foi um proeminente general bizantino de meados do século X. Era filho de Eudócimo Maleíno com sua esposa Anastácia. Teve seis irmãos, dentre eles Miguel Maleíno e uma dama de nome desconhecido que casar-se-ia com Bardas Focas, o Velho, e um filho chamado Eustácio Maleíno. Com base na hagiografia de seu irmão Miguel sabe-se que foi patrício e estratego do Tema da Capadócia e que desempenhou importante papel nas campanhas contra os árabes na fronteira bizantina, principalmente contra o emir hamadânida de Alepo Ceife Adaulá (r. 945–967).